# Bausoll
Als Bausoll (manchmal auch Bau-Soll geschrieben) wird die laut Bauvertrag zu erbringende Bauleistung bezeichnet. Diese Leistung wird durch den Bauvertrag definiert, insbesondere durch die beigefügte Leistungsbeschreibung mit  Leistungsverzeichnis oder der Leistungsbeschreibung mit Leistungsprogramm (funktionale Leistungsbeschreibung).
Wichtig ist für die Bauleitung zu erkennen, was vom Bausoll erfasst wird, d. h. welche Leistung laut Vertrag zu erbringen ist und welche Leistung zusätzlich durch den Bauherrn beauftragt werden muss.
Unterschieden werden können grundsätzlich zwei Arten, das Bausoll zu definieren: Das Bausoll kann als ein zu erreichendes Ziel definiert werden, wobei dem Auftragnehmer überlassen bleibt, wie er dieses Ziel erreicht (funktionale Leistungsbeschreibung) oder -wie es in der Praxis häufiger vorkommt- es können detaillierte Vorgaben für die Erreichung des Ziels gegeben werden, meist durch umfangreiche Leistungsverzeichnisse. In der Regel liegen Mischformen zwischen diesen grundsätzlichen Möglichkeiten vor.

## Bausollermittlung bei unklaren oder lückenhaften Leistungsverzeichnissen
Schwierig wird die Bestimmung des Bausolls immer dann, wenn im Bauvertrag und Leistungsverzeichnis die einzelnen Leistungen nicht genau bestimmt sind, wenn das Leistungsverzeichnis und der Vertrag also lückenhaft oder unklar sind.
Die Rechtsprechung behilft sich bei unklaren oder lückenhaften Leistungsverzeichnissen durch eine Auslegung des Bauvertrages unter besonderer Berücksichtigung des Leistungsverzeichnisses. Dabei kommt es auf die Verkehrsanschauung und auf den objektiven Empfängerhorizont dessen an, der die Leistungsbeschreibung vom anderen Teil erhalten hat. Wenn die Leistungsbeschreibung vom Besteller erstellt wurde, wird mit anderen Worten die Frage gestellt, wie die Gruppe der Anbieter der Bauleistungen, die für das Projekt in Frage kämen, den Vertrag und das Leistungsverzeichnung hätten verstehen müssen. Hierbei soll es zunächst auf den Wortlaut und wenn der Lücken aufweist, auf die Umstände des Einzelfalles, unter anderem die konkreten Verhältnisse des Bauwerks ankommen.

## Bau-Soll und Bau-Ist
Weicht das Bausoll vom Bau-Ist, also den tatsächlich erbrachten Leistungen, ab, handelt es sich entweder um einen Mangel oder um zusätzlich erbrachte Leistungen. Mangelhaft ist das Bauwerk, wenn das Bau-Ist hinter dem Bau-Soll zurückbleibt. Zusätzliche Leistungen liegen vor, wenn das Bau-Ist über das Bau-Soll hinausgeht. Bei Vorliegen der Voraussetzungen ist hierfür eine zusätzliche Vergütung zu zahlen.
Falls ein vom Vertrag zu erreichendes Ziel nicht mit den im Leistungsverzeichnis verzeichneten Mitteln erreicht werden kann, dann ist das Werk, da das Bau-Soll auch bei detaillierten Leistungsverzeichnissen auch durch den vertraglich vorausgesetzten Erfolg definiert wird, zwar auch mangelhaft, wenn nur das Programm des Leistungsverzeichnisses abgearbeitet wird, der über die vorgesehenen Leistungen hinausgehende Aufwand kann im Rahmen der Sowieso-Kosten zusätzlich zu vergüten sein.
Besonders problematisch kann sich die Ermittlung des Bau-Soll bei unklaren Leistungsbeschreibungen bei Pauschalpreisverträgen für den Auftragnehmer gestalten, da das Kalkulationsrisiko bei diesen Verträgen der Auftragnehmer trägt.

## Bausoll und Erfolgshaftung
Der von der Baupraxis erfundene Begriff des Bau-Solls, der weder im BGB noch in der VOB/B vorkommt, konzentriert sich sehr darauf, welche einzelnen technischen Leistungen auszuführen sind. Von da aus liegt die häufig gebrauchte Argumentation nahe, dass doch alle diese einzelnen Leistungen ordnungsgemäß erbracht wurden, das Bausoll also vollständig erfüllt wurde und die vertragliche Leistung somit frei von Sachmängeln sei. Dabei wird übersehen, dass mit dem Werkvertrag ein Erfolg (Werkerfolg) versprochen wird. Die Leistung muss a) die vereinbarte Beschaffenheit haben (§ 633 BGB) und b) beim VOB-Vertrag außerdem den anerkannten Regeln der Technik entsprechen (§ 13 VOB/B). Die Frage muss deshalb eher sein, ob dieser geschuldete Erfolg erreicht wurde. Wenn der geschuldete Erfolg nicht erreicht wurde, ist das Werk mangelhaft und muss gegebenenfalls ausgetauscht oder nachgebessert werden. Erst danach stellt sich die Frage, ob der Erfolg mit den vereinbarten Teilleistungen hätte erreicht werden können. Wenn dies eindeutig verneint wird, ist das Werk mangelhaft, der Auftragnehmer kann aber gegenüber den Mängelbeseitigungsansprüchen des Auftraggebers seinen Anspruch auf Zahlung der Sowiesokosten geltend machen (die in der Regel aber deutlich niedriger sein werden als die nachträglichen Mangelbeseitigungskosten).
Deutlich wird der Unterschied in den nicht seltenen Fällen, in denen eine Einhaltung und Abarbeitung des Bausolls geradewegs zu einem Mangel führt. Mit dem Begriff des Bausolls ist hier nur schwer eine sinnvolle Lösung zu erreichen. Stellt man dagegen richtigerweise darauf ab, dass der versprochene Erfolg nicht eingetreten ist, also ein Mangel vorliegt, braucht nach § 13 Abs. 3 VOB/B nur gefragt werden, ob der Auftragnehmer rechtzeitig seine Bedenken angemeldet hat. Hat er dies nicht, haftet er für die Mängel, weil er den versprochenen Erfolg nicht herbeigeführt hat.